# アルジルリン
アルジルリン (Argireline) またはアルジレリンは、アセチルヘキサペプチド-3(Acetyl hexapeptide-3)とも呼ばれ、ペプチドの一種でボツリヌストキシン（ボトックス）の基質であるSNAP25の断片である。また文献によってアセチルヘキサペプチド-8と呼ばれる。バルセロナを拠点とする研究所 Lipotec がアルジルリンの呼称を作った。ボトックス注射の外用の代用薬で、筋肉の緊張をとくことで表情ジワを軽減し、俗に「塗るボトックス」と呼ばれる。

## 作用機序と比較
小胞結合膜タンパク質 (VAMP) に対して、SNAP25と競合して結合することで作用し、そのことでアセチルコリンの放出を抑制し、表情を作る筋肉の収縮を減少させることで、表情におけるシワを減少させる。
言い換えれば、ボツリヌストキシン（ボトックス）と似た方法で皮膚のシワの形成を防ぐが、皮下への筋肉注射を必要とせず比較的安全であるとみなされている。対してボトックスは毒性が高く安全性の観点から疑問視されることもある。ボトックスに比較して急性毒性は低い。
また、分子量は889ダルトンで皮膚からの浸透性はかなり低いため浸透性を高める加工が模索されている。

## 有効性
ランダム化比較試験 (RCT) では、60人の中国人の目の周囲のシワに塗布し、4週間後、シワは偽薬の減少なし（0%）に比較してアルジルリン（アルジルリンおよびアセチルヘキサペプチド-3と記載）では48.9%減少し、皮膚の粗さも有意に減少した。。20人でアルジルリン（アセチルヘキサペプチド-3と記載）偽薬と比較し、目周囲のシワの深さを減少し、顔の角質層の水分量は増加したが増加後は一定のままであり、適切な水分量まで増加させることがわかった。
RCTで、眼瞼痙攣の24人に対しボツリヌストキシンの注射（ボトックス注射）を受けた後にアセチルヘキサペプチド-8（そのように記載）か偽薬を塗布し、ボトックスの有効期間は偽薬群3か月に比較して、ペプチドでは3.7か月に延長した。

## 安全性
前述のボトックス注射と併用した小規模研究において、安全性の問題は見られなかった。